# Iwan Morgol
Iwan Morgol (ur. 27 stycznia 1952) – lekkoatleta specjalizujący się w rzucie oszczepem, który reprezentował Związek Radziecki.
Brązowy medalista letniej uniwersjady w Rzymie - 19 września 1975 uzyskał rezultat 78,44. Rekord życiowy: 83,80 (10 października 1974, Mińsk).

## Progresja wyników
| Rok  | Wynik | Data            | Miejsce |
| ---- | ----- | --------------- | ------- |
| 1971 | 76,70 |                 |         |
| 1972 | 78,70 | 23 września     | Mińsk   |
| 1973 | 81,30 | 27 września     | Odessa  |
| 1974 | 83,80 | 10 października | Mińsk   |
| 1975 | 81,34 | 28 lipca        | Moskwa  |
| 1976 | 83,36 | 5 czerwca       | Ryga    |
| 1977 | 82,50 | 13 maja         | Mińsk   |
| 1980 | 80,74 | 17 lutego       | Adler   |